# Józef Pląskowski
Józef Pląskowski herbu Oksza – sędzia świecki w latach 1744–1775, ławnik świecki w latach 1725–1744.
Poseł województwa pomorskiego na sejm zwyczajny pacyfikacyjny 1735 roku.